# Kim Rene Elverum Sorsell
Kim Rene Elverum Sorsell (né le 6 octobre 1988) est un sauteur à ski norvégien.

## Carrière
Il débute en Coupe du monde, en décembre 2007 à Trondheim en Norvège. En mars 2013, il monte sur le podium à l'occasion d'un concours par équipes disputé à Planica.

## Palmarès

### Coupe du monde
- Meilleur classement final : 50e en 2009.
- 1 podium par équipe : 1 deuxième place.
- Meilleur résultat individuel : 17e

### Coupe continentale
- 2 victoires : à Vikersund en 2012 et Sapporo en 2013.